# Guy Hollis Pierce
Guy Hollis Pierce (ur. 6 listopada 1934 w Auburn w stanie Kalifornia; zm. 18 marca 2014 w Brooklynie, Nowy Jork) – amerykański działacz religijny, w latach 1999–2014 członek Ciała Kierowniczego Świadków Jehowy.

## Życiorys
Guy Hollis Pierce został ochrzczony jako Świadek Jehowy w 1955 roku. 30 maja 1977 roku ożenił się z Penelope (Penny) Wong i odtąd razem wychowywali dzieci. W kwietniu 1982 roku wspólnie z żoną podjęli służbę pionierską. W 1986 roku Guy H. Pierce został nadzorcą obwodu w Stanach Zjednoczonych, usługując w tym charakterze przez 11 lat.
W 1997 roku wraz z żoną rozpoczął pracę w Biurze Oddziału w Stanach Zjednoczonych. Pracował w Dziale Służby, a od 1998 roku został pomocnikiem Komitetu Personalnego przy Ciele Kierowniczym. 2 października 1999 roku podczas dorocznego zgromadzenia statutowego członków Pensylwańskiego Towarzystwa Biblijnego i Traktatowego – Strażnica wraz z Samuelem Herdem, Stephenem Lettem i Davidem Splane’em dołączył do grona członków Ciała Kierowniczego Świadków Jehowy.
Jako członek Ciała Kierowniczego usługiwał w Komitecie Personalnym, Redakcyjnym, Wydawniczym oraz w Komitecie Koordynatorów. W ramach swoich obowiązków odwiedzał wiele krajów świata m.in. wygłaszając wykłady na międzynarodowych kongresach Świadków Jehowy. Brał udział w otwarciu Biur Oddziałów Świadków Jehowy w Malawi (2001), na Węgrzech (2003), w Macedonii (2003), w Burundi (2006) oraz w Rwandzie (2006). W roku 2001 wziął udział w oddaniu do użytku Sali Zgromadzeń w miejscowości Midrand w RPA, a 7 września 2002 roku w Malborku w Polsce.
W dniach 5 i 6 października 2013 roku przewodniczył programowi 129 zgromadzenia statutowego Pensylwańskiego Towarzystwa Biblijnego i Traktatowego – Strażnica.
Ceremonia pogrzebowa odbyła się 22 marca 2014 roku w bruklińskim Betel. Wykład pogrzebowy wygłosił Mark Sanderson, członek Ciała Kierowniczego. G.H. Pierce pozostawił żonę, sześcioro dzieci, kilkoro wnuków i prawnuków.